# Cantón de Castelnaudary-Sur
El cantón de Castelnaudary-Sur era una división administrativa francesa, que estaba situada en el departamento de Aude y la región de Languedoc-Rosellón.

## Composición
El cantón estaba formado por doce comunas, más una fracción de la comuna que le daba su nombre:
- Castelnaudary (fracción)
- Fendeille
- Labastide-d'Anjou
- Lasbordes
- Laurabuc
- Mas-Saintes-Puelles
- Mireval-Lauragais
- Montferrand
- Pexiora
- Ricaud
- Saint-Martin-Lalande
- Villeneuve-la-Comptal
- Villepinte

## Supresión del cantón de Castelnaudary-Sur
En aplicación del Decreto n.º 2014-204 de 21 de febrero de 2014, el cantón de Castelnaudary-Sur fue suprimido el 22 de marzo de 2015 y sus 13 comunas pasaron a formar parte; ocho del nuevo cantón de La Cuenca del Chaurien (de marzo de 2015 a enero de 2016 llamado Cantón de Castelnaudary), y cuatro el nuevo cantón del Cepo de Rasés (de marzo de 2015 a enero de 2016 llamado Cantón de Bram).